# Rovnag Abdullayev
Rovnag Ibrahim oglu Abdullayev (azeră Rövnəq Abdullayev; n. 3 aprilie 1965 în Nakhchivan City, Azerbaidjan) este directorul companiei petroliere, SOCAR și președintele Asociației Federațiilor de Fotbal a Azerbaidjanului. El este, de asemenea, deputat al Adunării Naționale a Azerbaidjanului.